# Наклик
Наклик (пол. Naklik) — село в Польщі, у гміні Потік-Горішній Білґорайського повіту Люблінського воєводства. Населення — 435 осіб (2011).

## Історія
За даними етнографічної експедиції 1869—1870 років під керівництвом Павла Чубинського, у селі переважно проживали римо-католики, меншою мірою — греко-католики, які розмовляли українською мовою.
У 1975—1998 роках село належало до Замойського воєводства.

## Демографія
Демографічна структура станом на 31 березня 2011 року:
|          | Загалом | Допрацездатний вік | Працездатний вік | Постпрацездатний вік |
| -------- | ------- | ------------------ | ---------------- | -------------------- |
| Чоловіки | 218     | 40                 | 149              | 29                   |
| Жінки    | 217     | 50                 | 112              | 55                   |
| Разом    | 435     | 90                 | 261              | 84                   |